# ヴォルフガング・ミヒェル
ヴォルフガング・ミヒェル（Wolfgang MICHEL / MICHEL-ZAITSU, 1946年6月9日 - ）は、ドイツ出身の日本学者。九州大学名誉教授。元日本洋学史学会会長および日本医史学会常任理事。主な研究分野は江戸時代以降の日欧関係（日蘭関係）を中心とする東西文化交渉史、医史学、言語文化の比較研究。

## 経歴
フランクフルト生まれ。1974年に来日。1984年、九州大学助教授。1995年、九州大学教授。2008年、大学院言語文化研究院長、2009年、副学長。2010年4月、九州大学名誉教授。2010年から2014年まで、佐賀大学地域歴史文化研究センター特命教授。2011年から（公益財団法人）研医会研究員。
学位はフランクフルト大学Magister Artium (東洋言語文化学）、岡山大学博士（文化科学）。

## 受賞歴
- 1996年、日本医史学会学術奨励賞
- 2004年、ドイツ連邦共和国功労勲章
- 2018年、矢数医史学賞
- 2018年、医譚賞
- 2018年、中津市表彰
- 2024年、 エンゲルベルト・ケンペル賞

## 主な著書・編著
- 青木歳幸・Ｗ・ミヒェル編『天然痘との闘いIV ー 東日本の種痘』 岩田書院、2023年 （ISBN 978-486602-153-9）
- 青木歳幸・Ｗ・ミヒェル編『天然痘との闘いIII ー 中部日本の種痘 』岩田書院、2022年　（ISBN 978-4-86602-138-6）
- ヴォルフガング・ミヒェル『蘭語訳撰 （逆引き版）』中津市歴史博物館〈中津市歴史博物館 分館医家史料館叢書〉2022年 （ISSN 2432-0773）
- 青木歳幸・Ｗ・ミヒェル編『天然痘との闘いII ー 西日本の種痘』岩田書院、2021年（ISBN 978-4-86602-118-8）
- Engelbert Kaempfer: Der 5. Faszikel der "Amoenitates Exoticae" -- die japanische Pflanzenkunde. Herausgegeben und kommentiert von Brigitte Hoppe und Wolfgang Michel-Zaitsu. Hildesheim/Zuerich/New York: Olms-Weidmann, 2019 (ISBN: 978-3-615-00436-6)
- 青木歳幸, 大島明秀, ヴォルフガング・ミヒェル『九州の種痘』岩田書院〈天然痘との闘い ; 1〉、2018年。ISBN 9784866020365。 NCID BB26415625。全国書誌番号:23097967。
- ヴォルフガング・ミヒェル『原典対訳・バスタールド辞書』17号、中津市歴史民俗資料館〈中津市歴史民俗資料館分館村上医家史料館資料叢書〉、2018年。 NCID BB26319847。
- Wolfgang Michel-Zaitsu: Traditionelle Medizin in Japan - Von der Fruehzeit bis zur Gegenwart (日本における伝統医学ー初期から現代まで). Muenchen: Kiener Verlag, 2017 (ISBN 978-3-943324-75-4; 矢数医史学賞　授賞)
- Wolfgang Michel: »Der Ost-Indischen und angrenzenden Königreiche, vornehmste Seltenheiten betreffende kurze Erläuterung« -- Neue Funde zum Leben und Werk des Leipziger Chirurgen und Handelsmanns Caspar Schamberger (1623-1706) (外科医・商人カスパル・シャムベルゲルに関する新資料). Kyushu University, The Faculty of Languages and Cultures Library, No 1. Fukuoka: Hana-Shoin, 2010  (ISBN 978-4-903554-71-6) 
  - 東インドと隣接諸王国における珍奇なものに関する略説」 ー ライプツィッヒの外科医兼商人カスパル・シャムベルゲルの生涯と業績に関する新発見 2010-03, Faculty of Languages and Cultures. ISBN 978-4-903554-71-6
- 鳥井裕美子・川嶌眞人との共編　『九州の蘭学 － 越境と交流』思文閣出版、2009年 (ISBN 978-4-7842-1410-5)
- ヴォルフガング･ミヒェル、「慶安三、四年の日本における出島商館医シャムベルゲルの活動及び初期カスパル流外科について」九州大学大学院言語文化研究院、『言語文化叢書』 18巻, 2008-03-19, hdl:2324/9469
- 『中津市歴史民俗資料館 分館医家史料館叢書』第1巻〜（中津市教育委員会、2003年3月～から毎年刊行。第8巻から大島明秀、吉田洋一と共編）。
- ヴォルフガング・ミヒエル「ヘルマン・ブショフ : 痛風に関する詳細な研究及びその確実な治療法と効き目のある薬剤について : ヨーロッパにおける灸術に関する初の著書（1676年英語版）」『言語文化叢書』第3巻、九州大学大学院言語文化研究院、2003年3月20日、1-118頁、doi:10.15017/2936、hdl:https://hdl.handle.net/2324/2936、ISSN 1348-1800、2022年2月2日閲覧。
- Wolfgang Michel / Barend J. Terwiel: Engelbert Kaempfer: Heutiges Japan (エンゲルベルト・ケンペル『日本誌（今日の日本）』、原典版、テキスト編］).  Iudicium Verlag, Muenchen, 2001 (ISBN 3-89129-931-1)
- Wolfgang Michel / Barend J. Terwiel: Engelbert Kaempfer: Heutiges Japan (『日本誌（今日の日本）』、解説・注釈・資料編］). Iudicium Verlag, Muenchen, 2001 (ISBN 3-89129-931-1)
- Wolfgang Michel: Von Leipzig nach Japan - Der Chirurg und Handelsmann Caspar Schamberger (1623-1706) (ライプツィヒから日本へ ー　外科医・商人カスパル・シャムベルゲルの生涯) . Iudicium Verlag, Muenchen, 1999 (ISBN 3-89129-442-5)
- Wolfgang Michel: Erste Abhandlung über die Moxibustion in Europa: das genau untersuchte und auserfundene Podagra, vermittelst selbst sicher-eigenen Genaesung und erlösenden Huelff-Mittels / Hermann Buschof. Haug, Heidelberg, 1993年 (ISBN 3-7760-1327-3)

## 所属学会
- 日本医史学会 （評議員、1996-2000年）（理事、2000-2008年）（常任理事、2008-2021年）（名誉会員、2021-）
- 日本洋学史学会（評議員 2000-2006年）（理事、2000-2005年）（会長、2003-2005年）
- 日本医史学会関西支部
- 日本薬史学会
- International Society for Traditional Japanese Medicine (名誉会員）
- ドイツ東洋文化研究協会 (OAG Tokyo)]
- International Society for the History of East Asian Science, Technology, and Medicine
- Engelbert-Kaempfer-Gesellschaft (ドイツ・Lemgo)